# 东城乡 (吉县)
东城乡，是中华人民共和国山西省临汾市吉县下辖的一个乡镇级行政单位。2021年5月，撤销东城乡，整建制并入壶口镇。

## 行政区划
东城乡下辖以下地区：
东城村、山头村、真村、沟南村、太和村、社堤村、雷家庄村和柏东村。